# Limnophilomyia (Limnophilomyia) matengoensis
Limnophilomyia (Limnophilomyia) matengoensis is een tweevleugelige uit de familie steltmuggen (Limoniidae). De soort komt voor in het Afrotropisch gebied.